# Związek Peowiaczek
Związek Peowiaczek – polska organizacja kombatancka skupiająca byłe członkinie Polskiej Organizacji Wojskowej do 1939.

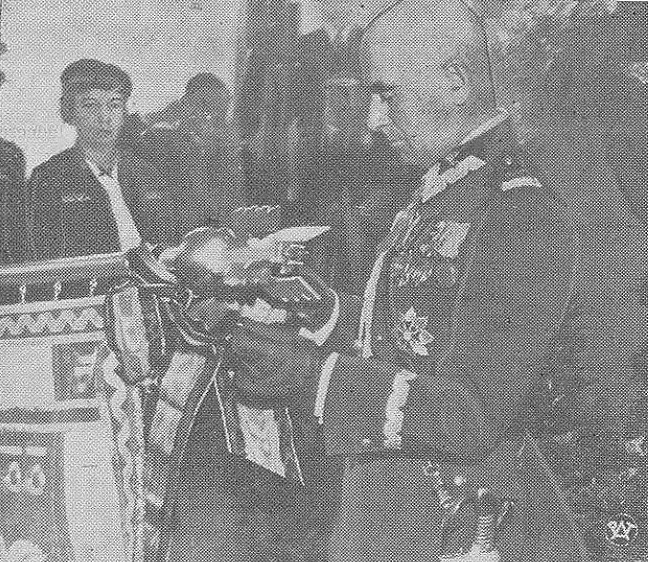
Dekoracja sztandaru Związku Peowiaczek Orderem Virtuti Militari przez E. Śmigłego-Rydza (1937)

## Historia
Związek Peowiaczek powstał jako odłam Związku Peowiaków.
Podczas Zjazdu Związku Peowiaczek pod koniec organizacji pod koniec 1937 sztandar organizacji został udekorowany przez marszałka Edwarda Śmigłego-Rydza Orderem Virtuti Militari, nadanym we wcześniejszych latach przez Józefa Piłsudskiego.